# فرودگاه سن ایگنکیو
فرودگاه سن ایگنکیو (به انگلیسی: San Ignacio Airfield) یک فرودگاه همگانی با کد یاتا SGM است که یک باند فرود آسفالت دارد و طول باند آن ۱۵۱۳ متر است. این فرودگاه در کشور مکزیک قرار دارد و در ارتفاع ۲۴۴ متری از سطح دریا واقع شده است.